# Moszfilm Stúdió
A Moszfilm Stúdió (Мосфильм) Oroszország legnagyobb és leghíresebb filmstúdiója. A Szovjetunió fennállása alatt több, mint 2500 játékfilmet készítettek. Innen került ki a világhírre szert tett szovjet-orosz alkotások többsége, Eisenstein filmjeitől kezdve Tarkovszkij első filmjeiig. 
A filmstúdiót 1920-ban alapították az orosz filmipar akkori két legnagyobb vállalkozója, Alekszandr Hanzsonkov (1. sz. filmgyár) és Jermoljev (3. sz. filmgyár) filmkészítő műhelyeinek államosításával. A műtermek 1920 elején kerültek állami tulajdonba, a filmvállalkozásokat egy 1923. augusztusi rendelettel szüntették meg, ezt követően jött létre a Moszfilm őse, a Goszkino.
1927-ben egy új, komplex filmstúdió építését kezdték meg Moszkva egyik zöldövezeti részén, ebből lett az egyesített Szojuzkino filmvállalat, nevét 1935-ben Moszfilm-re változtatták. A második világháború idején, 1941 augusztusától 1943 végéig az egyesített szovjet filmstúdiók részeként Kazahsztán fővárosában, Alma-Atában működött.
Napjainkban a Moszfilm gazdasági társaság formájában, de állami tulajdonban folytatja tevékenységét. 2005-ben a társaságot 10 önálló alkotói műhelyre bontották. Műtermeit, helyiségeit, berendezéseit, filmgyártó kapacitását az alkotói műhelyek és más filmvállakozások veszik bérbe.